# Холарктичко флористичко царство
Холарктичко флористичко царство или Холарктис (лат. Holarctis) је највеће савремено флористичко царство, заузима више од половине укупне површине копна. Целом површином налази се на северној полулопти, а обухвата Европу, северну Африку, Азију (без Арабијског полуострва, Индијског потконтинента и Индокине), као и Северну Америку до централног Мексика.

## Вегетација
У оквиру овог флористичког царства простиру се следећи зонобиоми: тундра, тајга, степе и прерије, листопадне шуме, средоземна вегетација, континенталне пустиње и полупустиње.

## Флора
Флора Холарктика повезана је са палеоген-неогенском арктотерцијарном флором Евроазије и терцијарном флором Северне Америке, односно са одговарајућом флором Лауразије. Холарктичко флористичко царство карактерише око 30 ендемичних савремених фамилија биљака са семеном.
Од голосеменица, ендемичне су фамилије Ginkgoaceae и Sciadopityaceae, а од скривеносеменица Scheuchzeriaceae, Butomaceae, Ixioliriaceae, Aphyllanthaceae, , , , , , , , , , , , , , , , Diapensiaceae, Eucommiaceae, Paulowniaceae, Diervillaceae и Morinaceae.

## Подела
Холарктичко флористичко царство подељено је на 3 флористичка потцарства – бореално, тетијско и мадреанско.
| потцарство | област (регион)           | провинције |
| бореално   | циркумбореална            | арктичка, европска атлантска, средњоевропска, илирска или балканска, еуксинска, кавкаска, источноевропска, северноевропска, западносибирска, алтај-сајанска, средњосибирска, трансбајкалска, североисточносибирска, охотско-камчатска, канадска                              |
| бореално   | источноазијска            | манџурска, сахалинско-хокаидска, јапанско-корејска, волкано-бонинска, рјукју (Токара-Окинава), тајванска, севернокинеска, централнокинеска, југоисточнокинеска, сиканшко-јунанска, севернобурманска, источнохималајска, хази-манипурска                                      |
| бореално   | северноамеричка атлантска | апалачка, атлантско-заливска, провинција северноамеричких прерија |
| бореално   | област Стеновитих планина | ванкуверска, провинција Стеновитих планина |
| тетијско   | макаронезијска            | азорска, мадеирска, канарска, зеленортска |
| тетијско   | медитеранска              | јужномароканска, југозападномедитеранска, јужномедитеранска, иберијска, балеарска, лигуро-тиренска, јадранска, источномедитеранска, кримско-новоросијска |
| тетијско   | сахарско-арабијска        | сахарска, египатско-арабијска |
| тетијско   | ирано-туранска            | западноазијска подобласт: месопотамска, централноанатолијска, јерменијско-иранска, хирканијска, туранска (аралско-каспијска), туркестанска, севернобелуџистанска, западнохималајска централноазијска подобласт: централнотјеншанска, џунгаро-тјеншанска, монголска, тибетска |
| мадреанско | мадреанска                | провинција Великог басена, калифорнијска, сонорска, провинција мексичке висоравни |